# Oso Paddington

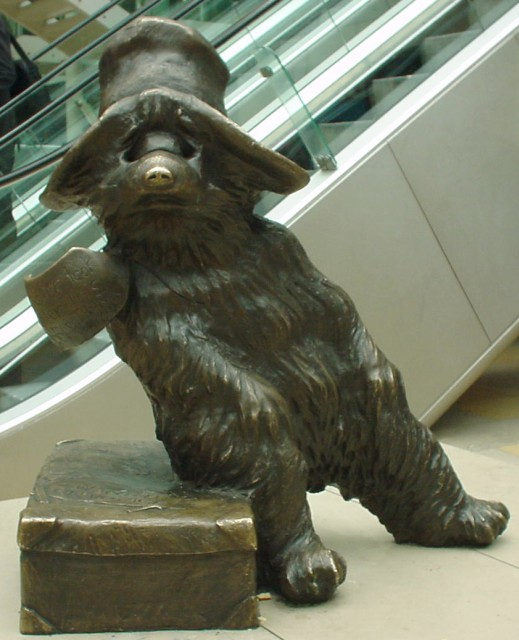
Estatua de bronce del Oso Paddington en la estación londinense de Paddington.

El Oso Paddington (inglés: Paddington Bear) es un personaje en la literatura infantil del Reino Unido. Apareció por primera vez en 1958 en el libro titulado A Bear called Paddington (Un oso llamado Paddington) del escritor británico Michael Bond y apareció subsecuentemente en varios libros del mismo autor, los cuales fueron ilustrados inicialmente por Peggy Fortnum.
Para crear al Oso Paddington, Bond se basó en un oso de peluche que vio en el estante de una tienda londinense cerca a la Estación de Paddington en la víspera de Navidad de 1956. Decidió comprar el oso como regalo para su esposa. El muñeco fue la inspiración de Bond y comenzó a escribir una historia. Diez días después, ya había escrito el primer libro. A Bear called Paddington fue publicado por primera vez el 13 de octubre de 1958.

## Personaje
El Oso Paddington es presentado como un cortés inmigrante procedente del "oscuro Perú" (Darkest Peru). Fue encontrado por la familia Brown en la estación londinense de Paddington, de ahí recibe su nombre, ya que el oso dice que nadie puede entender su nombre.
El personaje se ha convertido en un icono clásico de la literatura infantil británica, ya que se lo percibe tan notable como Winnie-the-Pooh. Sus libros se han traducido a 30 idiomas y se han vendido más de 30 millones de copias alrededor del mundo.
El 5 de enero de 1975, la serie de televisión de la BBC ,Paddington, producida por Michael Bond y la compañía de animación con sede en Londres FilmFair, se emitió por primera vez. Las historias se basaron en incidentes cómicos de los libros, elegidos para atraer a la audiencia televisiva que incluía niños mucho más pequeños que aquellos para los que se escribieron los libros.
Esta serie tenía un aspecto extremadamente distintivo: Paddington era una marioneta de stop-motion que se movía en un espacio tridimensional frente a fondos bidimensionales (que con frecuencia eran dibujos lineales en blanco y negro), mientras que todos los demás personajes eran dibujos en 2D. En una escena, se ve que Brown le da a Paddington un frasco de mermelada que se convierte en 3D cuando Paddington lo toca. El animador Ivor Wood también trabajó en el Carrusel Mágico, Los Wombles y Pat el cartero. La serie fue narrada por Michael Hordern.
La versión de España fue emitida en TVE, ETB 1 y TV3 con voz de Alfredo Leal como Paddington, Gabriel Gama como Henry Brown y Jonathan Brown y Sol Nieto como Mary Brown y Judy Brown.
El 28 de noviembre de 2014, se estrenó en el Reino Unido la película Paddington, dirigida por Paul King y protagonizada por Ben Whishaw haciendo la voz del oso, y acompañado por actores como Nicole Kidman, Hugh Bonneville y Sally Hawkins, y más tarde, en 2017, se estrenaría la secuela.
En 2024 se estrenaría la tercera parte de la serie de películas contando con actores como Antonio Banderas, Olivia Colman y Emily Mortimer.